# Острожани (Польща)
Острожани (пол. Ostrożany) — село в Польщі, у гміні Дорогичин Сім'ятицького повіту Підляського воєводства.
Населення — 300 осіб (2011).
У 1975-1998 роках село належало до Білостоцького воєводства.

## Демографія
Демографічна структура станом на 31 березня 2011 року:
|          | Загалом | Допрацездатний вік | Працездатний вік | Постпрацездатний вік |
| -------- | ------- | ------------------ | ---------------- | -------------------- |
| Чоловіки | 144     | 34                 | 91               | 19                   |
| Жінки    | 156     | 30                 | 86               | 40                   |
| Разом    | 300     | 64                 | 177              | 59                   |